# Teriyaki

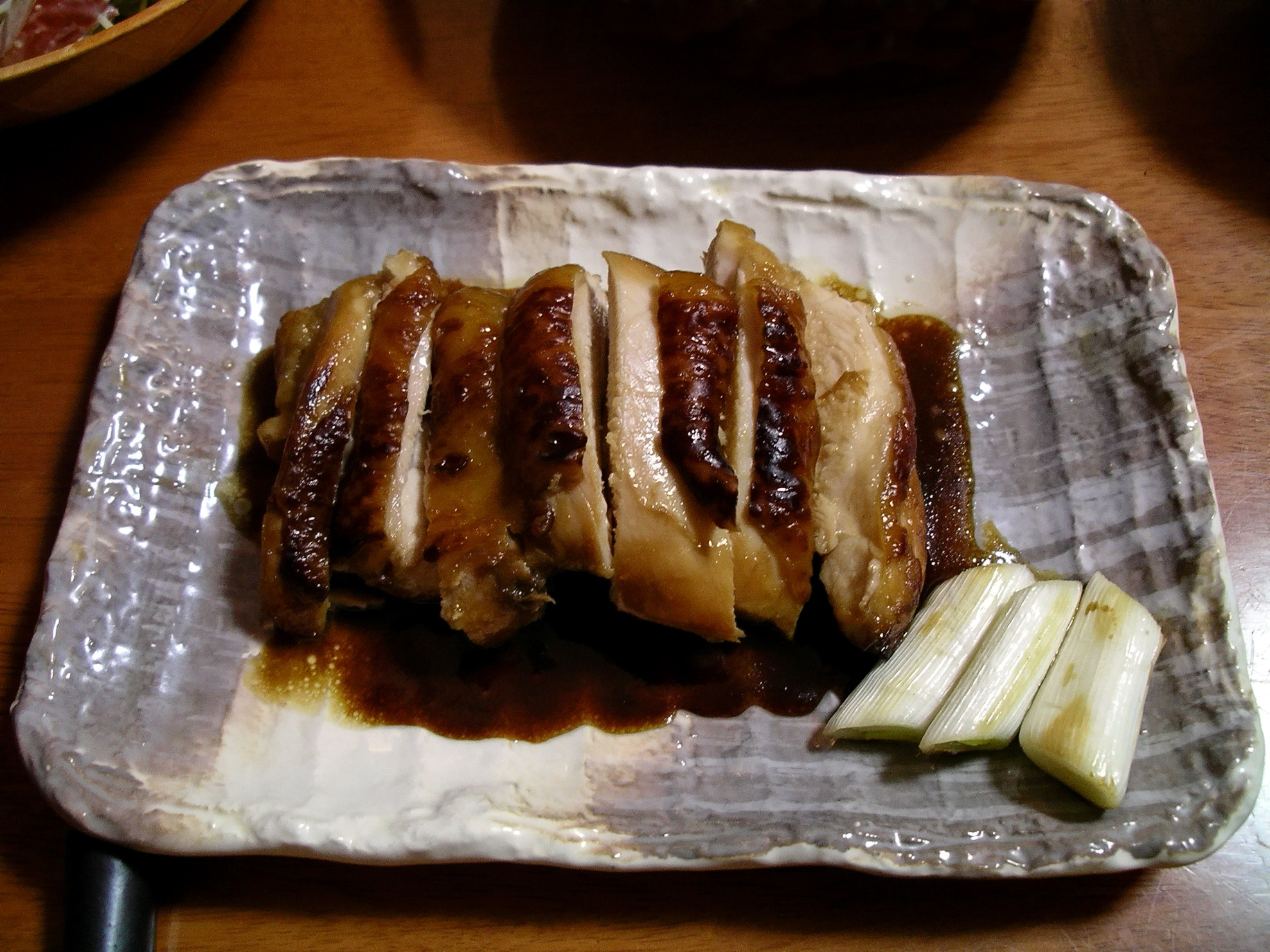
Chicken teriyaki

Teriyaki (照り焼き) är japansk matlagning baserad på en söt sojasås-marinad. Någon form av strimlat/skuret kött, fisk eller skaldjur steks eller grillas i den marinaden.
Allra vanligaste användningen är kanske "Chicken teriyaki" men allt från bläckfisk till konnyaku kan användas. Ordet betyder ungefär "glänsande stekning/grillning", där glänsande syftar på marinadens glans.
Traditionellt består teriyakimarinaden av fyra ingredienser som blandas och hettas upp: mirin (eller annan alkohol), sojasås, socker och honung. Efter att vätskan har reducerats genom kokning och uppnått önskvärd tjockhet lagas den tillsammans med köttet. Ingefära används också ibland.